# مامودو آچی
مامودو آچِی (انگلیسی: Mamoudou Athie; ‎/ˈmɑːməduː ˈɑːtʃeɪ/‎ MAH-mə-doo AH-chay; زادهٔ ۱۹۸۸) بازیگر آمریکایی است. او بیشتر برای نقش‌آفرینی در فیلم‌های باز نشده و جعبه سیاه شناخته می‌شود و در سال ۲۰۲۲ نقش اصلی را در مجموعه ترسناک آرشیو ۸۱ محصول نتفلیکس ایفا کرد. آچِی همچنین در آثار سینمایی متعددی نقش مکمل داشته است، از جمله در فیلم‌های خاکسپاری (۲۰۲۳) و انواع مهربانی (۲۰۲۴) و در مجموعه‌هایی همچون برای غمت متأسفیم (۲۰۱۸–۲۰۱۹) و مجموعه آنتولوژی کیک (۲۰۱۹). او همچنین صداپیشهٔ شخصیت وِید ریپل در انیمیشن المنتال محصول پیکسار در سال ۲۰۲۳ بود و در چندین نمایش صحنه‌ای نیز حضور داشته است.

## اوایل زندگی و تحصیلات
مامودو آچِی در سال ۱۹۸۸ در موریتانی به دنیا آمد. پدر او دیپلمات بود و زمانی که آچِی تنها شش‌ماهه بود، در ایالات متحده آمریکا پناهندگی سیاسی دریافت کرد. آچِی در نیو کرلتن، مریلند، واقع در حومهٔ واشینگتن دی.سی. بزرگ شد.
او در استودیوی بازیگری ویلیام اسپر، در قالب برنامهٔ دوسالهٔ آموزش حرفه‌ای بازیگری، به تحصیل پرداخت. آچِی همچنین در سال ۲۰۱۴ موفق به دریافت مدرک کارشناسی ارشد هنرهای زیبا از مدرسه نمایش ییل شد.